# WWL (AM)
Pour les articles homonymes, voir WWL.
WWL est une station de radio américaine basée à La Nouvelle-Orléans, en Louisiane. Fondée en 1922, WWL est une station de classe A (en), un type de station, aux États-Unis, diffusant en grandes ondes et dont l'émetteur, de très forte puissance, lui permet d'avoir une couverture exceptionnellement large.
WWL est affiliée au réseau CBS et est la propriété du groupe Entercom (en).

## Programmation
La station a été jusqu'en 1995 la radio officielle des Saints de La Nouvelle-Orléans.